# Таканедзава
Таканедзава (яп. 高根沢町 Таканэдзава-мати) — посёлок в Японии, находящийся в уезде Сиоя префектуры Тотиги. Площадь посёлка составляет 70,90 км², население — 29 868 человек (1 июля 2014), плотность населения — 421,27 чел./км².

## Географическое положение
Посёлок расположен на острове Хонсю в префектуре Тотиги региона Канто. С ним граничат города Уцуномия, Сакура, Насукарасуяма и посёлки Итикай, Хага.

## Население
Население посёлка составляет 29 868 человек (1 июля 2014), а плотность — 421,27 чел./км². Изменение численности населения с 1980 по 2005 годы:
| 1980 | 22 765 чел. |  |
| 1985 | 23 662 чел. |  |
| 1990 | 26 328 чел. |  |
| 1995 | 27 785 чел. |  |
| 2000 | 29 777 чел. |  |
| 2005 | 30 915 чел. |  |

## Символика
Деревом посёлка считается гинкго, цветком — Iris sanguinea, птицей — полевой жаворонок.